# Вест-Коншогокен (Пенсільванія)
Вест-Коншогокен (англ. West Conshohocken) — місто (англ. borough) в США, в окрузі Монтгомері штату Пенсільванія. Населення — 1493 особи (2020).

## Географія
Вест-Коншогокен розташований за координатами 40°4′13″ пн. ш. 75°19′8″ зх. д. / 40.07028° пн. ш. 75.31889° зх. д. (40.070314, -75.318777).  За даними Бюро перепису населення США в 2010 році місто мало площу 2,33 км², з яких 2,22 км² — суходіл та 0,10 км² — водойми.

## Демографія
Згідно з переписом 2010 року, у селищі мешкало 1320 осіб у 587 домогосподарствах у складі 310 родин. Густота населення становила 567 осіб/км².  Було 658 помешкань (283/км²).
Расовий склад населення:
| - 90,1 % — білих - 3,6 % — чорних або афроамериканців - 3,3 % — азіатів - 0,5 % — корінних американців |

До двох чи більше рас належало 1,7 %. Частка іспаномовних становила 3,6 % від усіх жителів.
За віковим діапазоном населення розподілялося таким чином: 12,1 % — особи молодші 18 років, 76,5 % — особи у віці 18—64 років, 11,4 % — особи у віці 65 років та старші. Медіана віку мешканця становила 34,2 року. На 100 осіб жіночої статі у селищі припадало 112,6 чоловіків;  на 100 жінок у віці від 18 років та старших — 111,3 чоловіків також старших 18 років.
Середній дохід на одне домашнє господарство  становив 161 364 долари США (медіана — 102 279), а середній дохід на одну сім'ю — 186 265 доларів (медіана — 117 813). Медіана доходів становила 64 875 доларів для чоловіків та 65 833 долари для жінок. За межею бідності перебувало 8,1 % осіб, у тому числі 11,7 % дітей у віці до 18 років та 13,5 % осіб у віці 65 років та старших.
Цивільне працевлаштоване населення становило 869 осіб. Основні галузі зайнятості: науковці, спеціалісти, менеджери — 22,1 %, освіта, охорона здоров'я та соціальна допомога — 21,9 %, роздрібна торгівля — 12,5 %, виробництво — 11,7 %.